# Форт-Бенд
Округ Форт-Бенд (англ. Fort Bend County) расположен в США, штате Техас. На 2000 год численность населения составляла 354 452 человек. По оценке бюро переписи населения США в 2009 году население округа составляло 556 870 человек. Окружным центром является город Ричмонд.

## История
Округ Форт-Бенд был сформирован в 1837 году.

## География
По данным Бюро переписи населения США, площадь округа Форт-Бенд составляет 2265 км².

### Соседние округа
- Уоллер (север)
- Харрис (северо-восток)
- Остин (северо-запад)
- Бразория (юго-восток)
- Уортон (юго-запад)

## Демография
По данным переписи населения 2000 года, в округе проживало 354 452 жителей. Среди них 29,2 % составляли дети до 18 лет, 7,0 % люди возрастом более 65 лет. 50,0 % населения составляли женщины.
Национальный состав был следующим: 61,7 % белых, 21,1 % афроамериканцев, 0,5 % представителей коренных народов, 15,2 % азиатов, 23,8 % латиноамериканцев. 1,6 % населения являлись представителями двух или более рас.
Средний доход на душу населения в округе составлял $24985. 8,0 % населения имело доход ниже прожиточного минимума. Средний доход на домохозяйство составлял $83968.
Также 84,3 % взрослого населения имело законченное среднее образование, а 36,9 % имело высшее образование.